# Gehyra pamela
Gehyra pamela (арнемлендська плямиста дтелла) — вид геконоподібних ящірок родини геконових (Gekkonidae). Ендемік Австралії.

## Поширення і екологія
Арнемлендські плямисті дтелли у внутрішніх районах Арнемленду на Північній Території. Вони живуть пісковикових скель і плато.